# Llista de capítols de Radiant
Radiant és una sèrie de còmics francesa en estil manga (manfra), escrita i il·lustrada per Tony Valente. La publica Ankama des del 2013 i actualment té 18 volums publicats en francès.
El còmic es va començar a publicar en català el 8 d'abril de 2024 per Editorial Base.

## Publicació
| Núm. | Data de publicació original | ISBN original     | Data de publicació en català | ISBN català       |
| --- | --------------------------- | ----------------- | ---------------------------- | ----------------- |
| 1 | 4 de juliol de 2013         | 978-2-35910-391-5 | 8 d'abril de 2024            | 978-84-19007-86-5 |
| Seth és un aspirant a bruixot de la regió de Pompo Hills. Com tots els bruixots, és un «infectat»: un dels pocs supervivents humans després d'haver entrat en contacte amb els nèmesis, unes criatures caigudes del cel que contaminen i exterminen tots els que toquen. La seva aparent immunitat li ha fet triar una via per la qual semblava qualificat: la de Caçador per combatre els nèmesis. Però a més a més, en Seth desitja embarcar-se en una missió que va més enllà de la simple cacera de monstres... Envoltat d'un bàndol de bruixots, recorre el món a la recerca del Radiant, el presumpte bressol dels monstres, sota l'ull terrible de la Inquisició...                                                     |                             |                   |                              |                   |
| 2 | 7 de març de 2014           | 978-2-35910-486-8 | 8 d'abril de 2024            | 978-84-19007-87-2 |
| En Seth, que ja comença a dominar els seus poders gràcies a les ensenyances del mestre Yaga, embarca en Doc i la Mélie cap a Rumble Town, un dels últims bastions de l'era industrial. Missió: capturar-hi un nèmesi viu! Les informacions aplegades per en Doc —el bruixot informador, investigador, escombriaire i mort de por— atribueixen les desaparicions que s'hi multipliquen des de fa diverses setmanes a la presència d'un niu a l'illot industrial. Però la Inquisició controla amb mà de ferro la població de Rumble Town i l'arribada dels tres infectats sembra el pànic... Per torna, s'ha obert oficialment la persecució del bruixot de tres banyes i promet una llaminera recompensa a qui enxampi en Seth. |                             |                   |                              |                   |
| 3 | 27 de febrer de 2015        | 978-2-35910-505-6 | 31 d'octubre de 2024         | 978-84-10131-09-5 |
| Enmig del caos, Seth i els seus amics intenten salvar la població del districte nord. Però la caiguda és imminent. Enemics, aliats, sembla que els rols no estan clars... Qui són realment els més monstruosos? |                             |                   |                              |                   |
| 4 | 20 de novembre de 2015      | 978-2-35910-862-0 | 31 d'octubre de 2024         | 978-84-10131-51-4 |
| La fase final de la batalla a Rumble Town ha començat! Mentre l’augment de fantasia sembla que està posant en perill la flautista, Seth es manté allunyat de la lluita per algú que s'amaga sota la capa d'un inquisidor. Qui és? Què vol d'ell? Aquest cara a cara sacseja les conviccions d’en Seth i la línia entre aliat i enemic es fa més fina que mai. Mentre el destí de Rumble Town està a mercè dels poders en acció, els taumaturgs s'uneixen a la festa... |                             |                   |                              |                   |
| 5 | 8 de juliol de 2016         | 978-2-35910-966-5 | 23 de setembre de 2024       | 978-84-10131-54-5 |
| Després d'escapar de Rumble Town, en Seth, en Doc i la Mélie tornen a l'Àrtemis. Gràcies a l'Alma, en Seth s'assabenta de més coses sobre el seu misteriós germà Piodon. Però ja fa massa temps que ha deixat de banda la recerca del Radiant i el nostre heroi cornut marxa cap al continent insular dels Cavallers Bruixots. Allà, hi descobreix un món que anant en orris. No és una situació ideal per a en Seth, que també ha de fer front a un nou repte: unes visions que li venen a la ment cada vegada amb més recurrència... |                             |                   |                              |                   |
| 6 | 2 de desembre de 2016       | 979-10-3350-096-4 | 23 de setembre de 2024       | 978-84-10131-55-2 |
| Quan els nèmesis espectrals comencen a aparèixer per tot Cyfandir, en Seth es veu arrossegat a un complot contra la seva voluntat. La sospita plana sobre el castell dels Cavallers Bruixots, i els barons mercaders observen encantats com passen aquests esdeveniments sobrenaturals. És només qüestió de temps que els capitans Dragunov i Liselotte cacin el nostre bruixot cornut. Els problemes d’en Seth tot just acaben de començar... |                             |                   |                              |                   |